# Medicina militar
A medicina militar, medicina de guerra ou medicina de combate é a área da medicina responsável pelos cuidados á feridos em conflitos armados onde os recursos são escassos e os locais são insalubres. Em tempos de paz, médicos militares trabalham em desastres por sua experiência em agir rápido com poucos recursos e em trabalhos comunitários.

## Na história

### Guerra da Secessão ou Civil Americana
Durante a guerra civil americana, os métodos de tratamento eram extremamente rústicos e com o volume de feridos, os médicos não haviam tempo para oferecer um tratamento completo aos feridos. Então um dos principais instrumentos médicos utilizados na guerra era uma serra que era utilizada para quase qualquer coisa, eles amputavam membros para evitar infecção, cortavam galhos, cortavam pregos... Quando disponíveis, utilizavam também drogas anestésicas como clorofórmio o que acabava por matar os soldados por ser um componente toxico e nada seguro.
Este estresse sofrido pelos médicos (alguns nem formados) era tão grande e seu risco era tão alto que diversos médicos relataram a "síndrome do coração quebrado" pós-guerra, esta síndrome causa sintomas físicos parecidos com infartos porem se trata apenas de uma agonia psicológica que pode ser tratada com ansiolíticos.

### Primeira guerra mundial

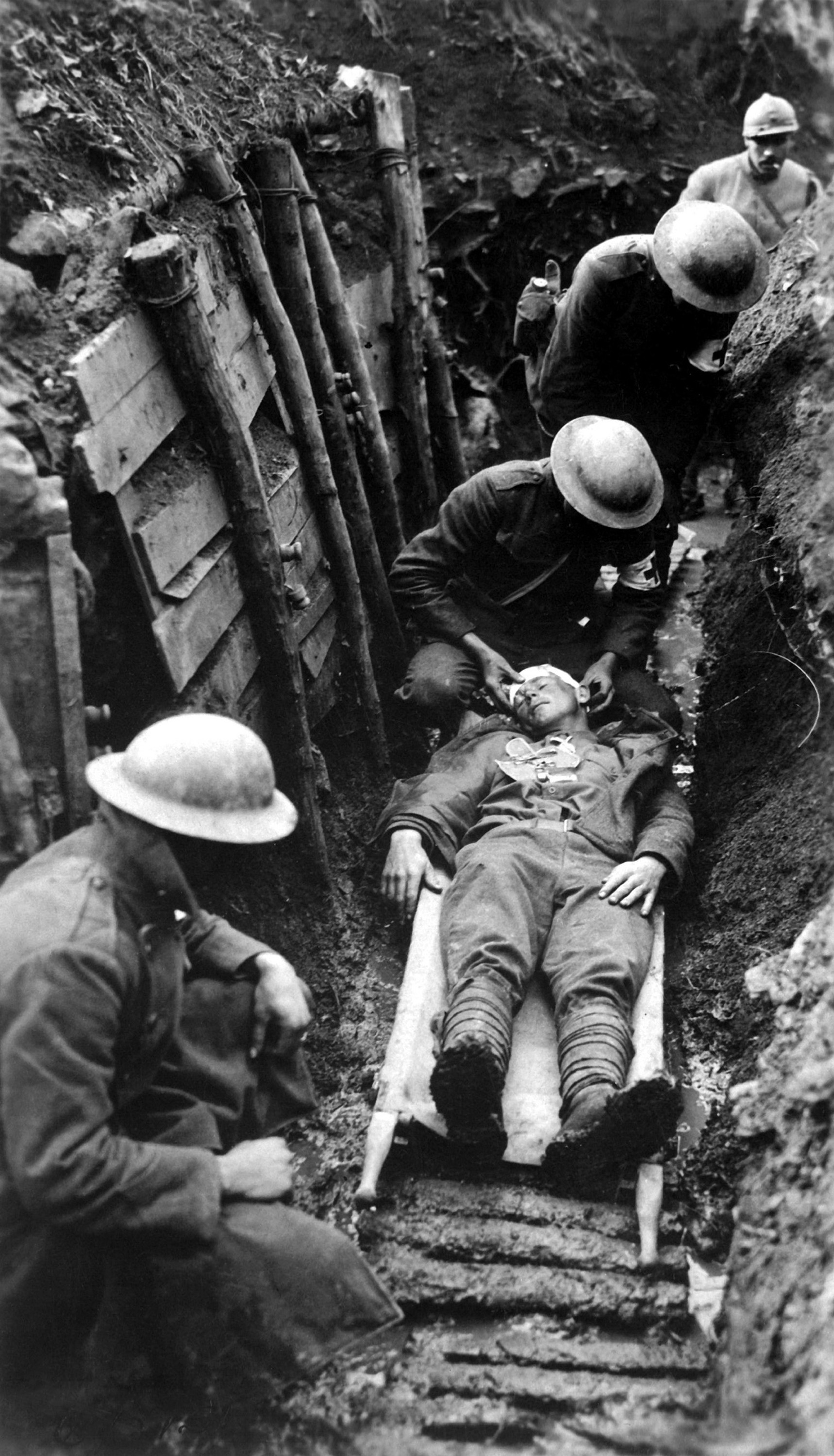
Soldado sendo tratado em trincheira durante a primeira guerra mundial

Na primeira guerra mundial, a medicina militar foi muito importante para a sobrevida de diversos feridos. A ideia dos médicos na primeira guerra, era seu posicionamento principalmente em trincheiras, assim tratando soldados feridos carregados por outros soldados e administrando medicamentos para evitar infecções. Durante a primeira guerra mundial, era comum que ferimentos não matassem seus alvos, porem sim, as infecções oriundas de má higiene nas trincheiras.
Na primeira guerra mundial, também foi registrado o primeiro uso de drogas para melhor desempenho dos soldados, foram registrados soldados usando uma "pílula de numero 5" que era composta de cocaína. Já que a cocaína já era conhecida na época como um narcótico, explicar aos soldados que estavam prescrevendo cocaína era complexo, então os médicos utilizavam códigos como "a pílula 5".
Também eram utilizados grandes doses de morfina, principalmente para aliviar a dor de pacientes que tinham poucas chances de sobrevivência. Por ficar famoso por ser adiministrado entre os feridos que iriam morrer, a morfina também ganhou um apelido entre os médicos para evitar histerias nas trincheiras.

### Segunda guerra mundial
Durante a segunda guerra mundial, os médicos militares tinham uma maneira mais ostensiva de trabalho, enquanto médicos formados ficavam na retaguarda fazendo microcirurgias em hospitais de campanha. Outros soldados recebiam breves treinamentos de socorrismo e eram enviados ao fronte equipados com kits leves de primeiros socorros e seus principais objetivos eram recolher soldados feridos, tratar grandes sangramentos e levar estes soldados até a retaguarda. Estes soldados deveriam escolher entre soldados feridos para o resgate. Aos feridos com pouca oportunidade dsobrevivência, eram administradas altas doses de morfina e eram deixados no campo para um futuro resgate caso ainda permanecessem vivos.
Os militares médicos eram marcados com cruzes vermelhas em seus capacetes, porem os militares rivais começaram a visar estes para evitar que os socorristas salvassem os colegas, assim evitando que os militares voltassem ao campo de batalha. Outros problemas enfrentados pelos militares, eram os altos índices de DST's, isto ocorria pois diversos militares haviam contato direto com o sangue de outros militares, assim eventualmente se infectando através de ferimentos abertos. Também eram comuns prostitutas seguirem grupos de soldados para através de relações sexuais reduzirem a tensão sob os soldados, assim facilitando a transferência de DST's.

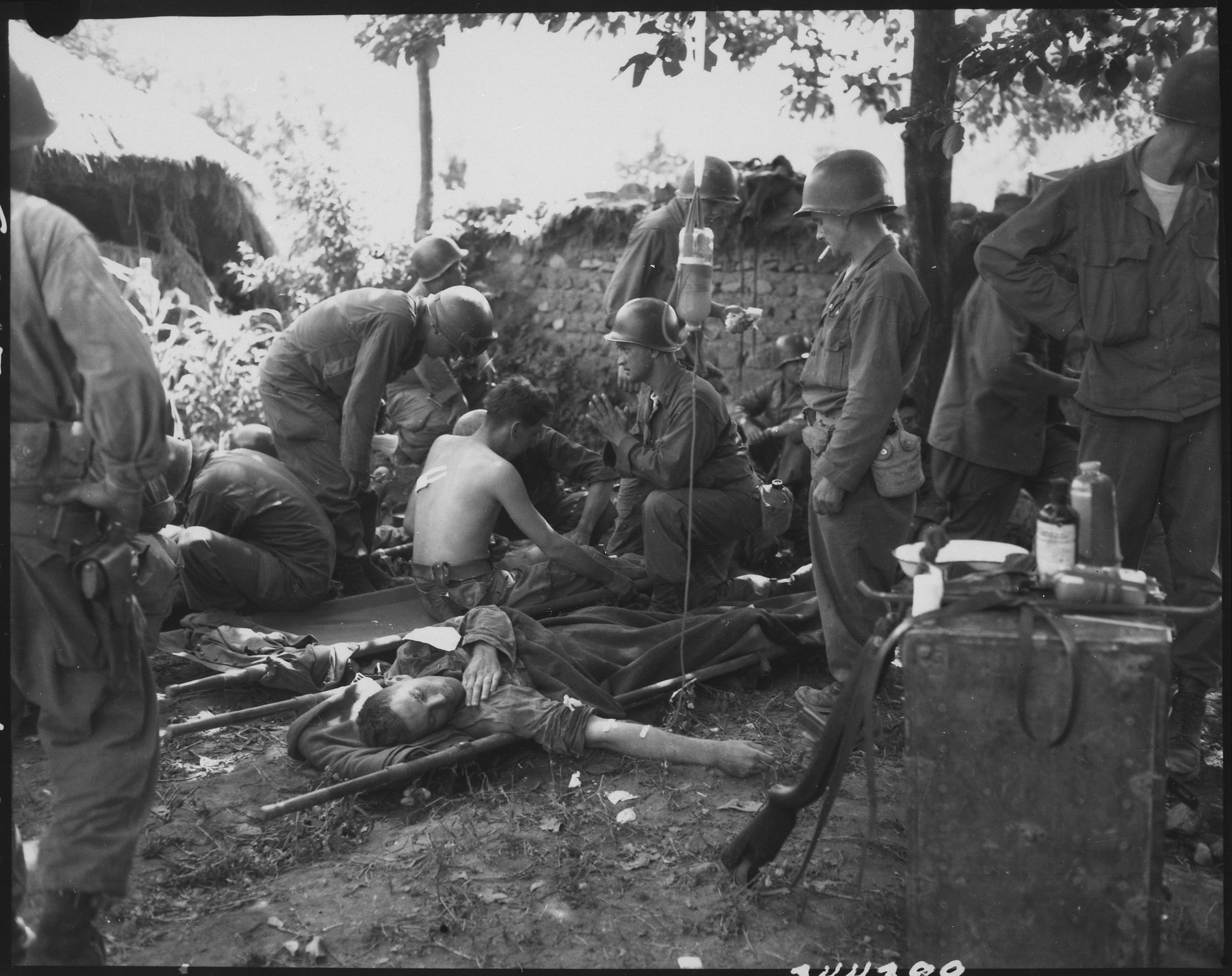
Médicos prestando socorro a soldados americanos durante a segunda guerra mundial

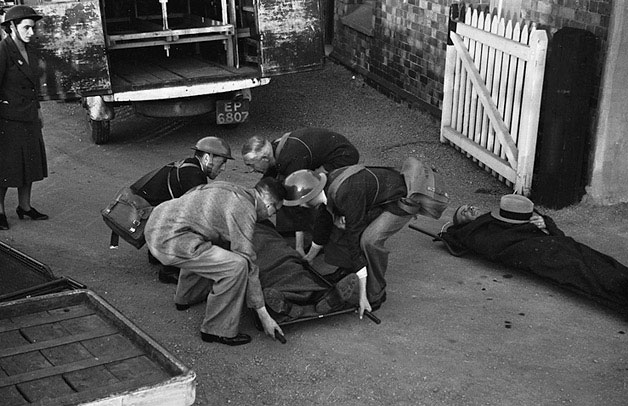
Socorristas trazem corpos de soldados e feridos para hospital de campanha durante a segunda guerra mundial

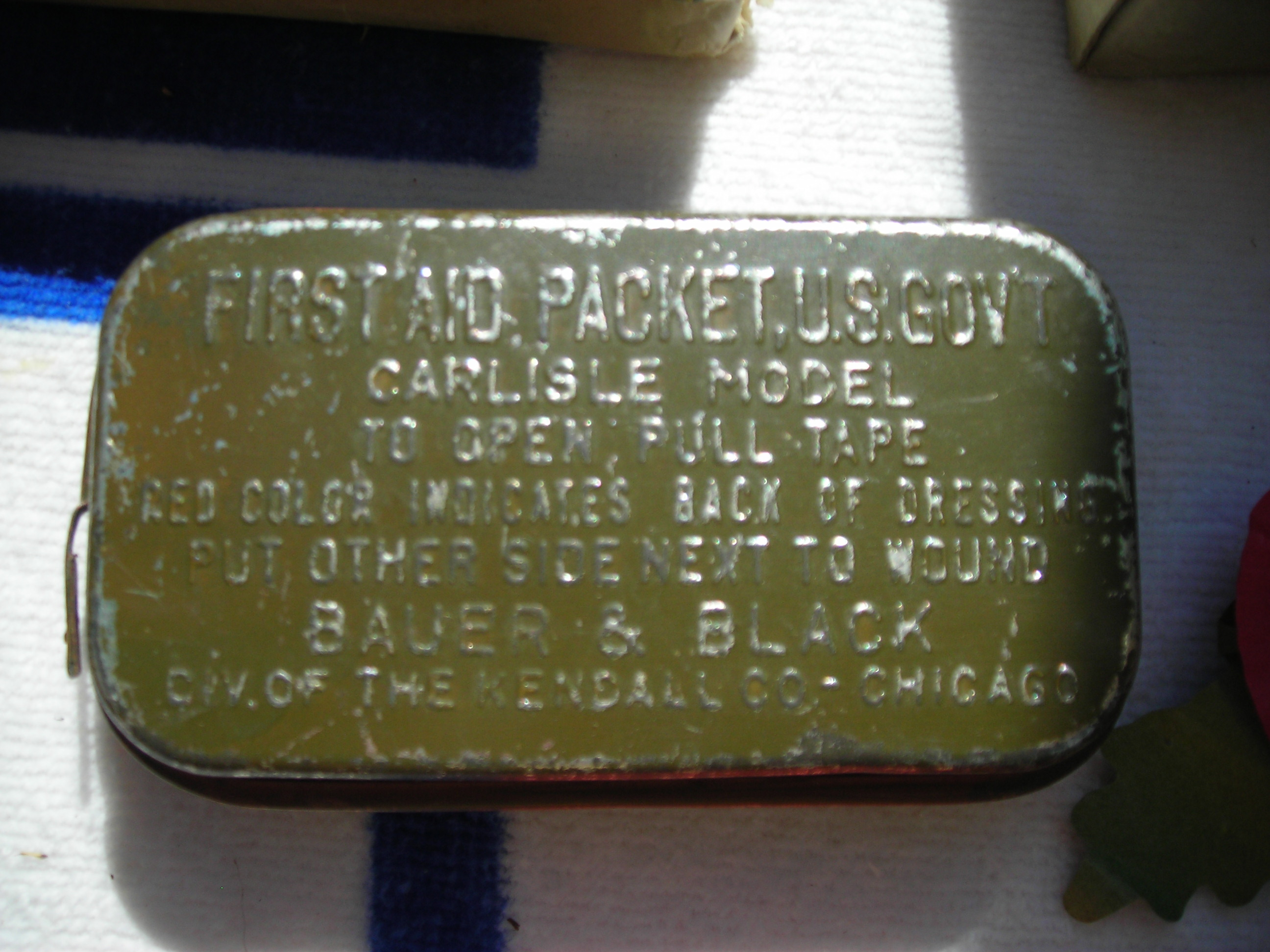
Kit de primeiros socorros utilizados pelos médicos americanos da segunda guerra mundial

### Guerra do Vietnã

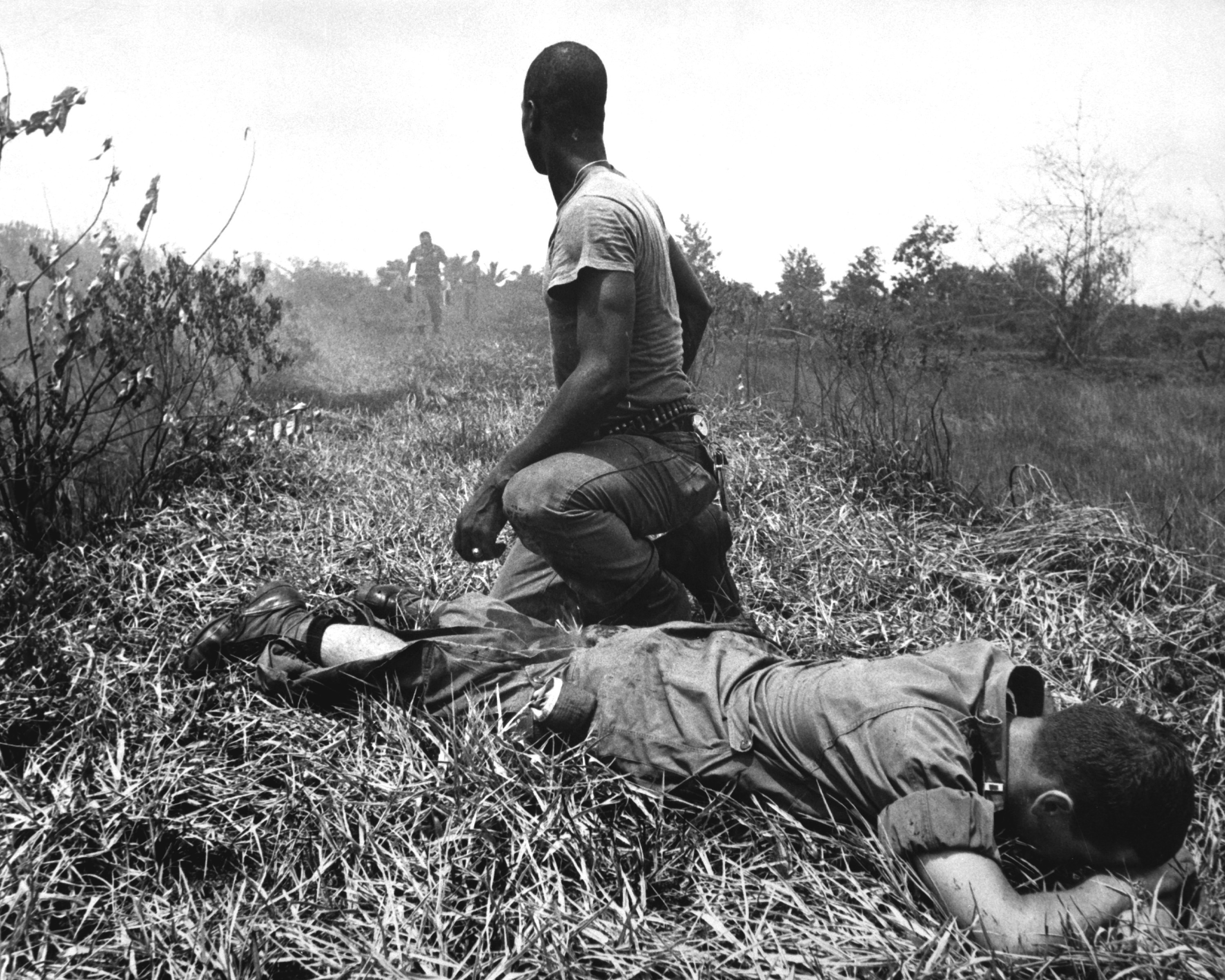
Médico prestando socorro á um soldado americano preso em uma armadilha vietnamita

Durante a guerra do Vietnã, as forças dos guerrilheiros vietcongs não possuíam grandes recursos médicos (para não dizer que eram praticamente nulos), porem eles haviam a vantagem de lutar dentro de casa, é conhecida a técnica que os vietcongs utilizaram de túneis para se esconder, além de ser um ótimo esconderijo, era possível através dos túneis resgatar soldados em diversos pontos do campo de batalha.
Mesmo com poucos recursos médicos dos vietnamitas, os médicos norte-americanos foram os que realmente sofreram com o conflito, os vietcongs estavam com a natureza ao seu lado, e rapidamente os médicos americanos começaram a se deparar com doenças tropicais no qual eles não sabiam como curar. O mais assustador destas doenças, é que cada combatente chegava com um sintoma diferente, então não existia um manual de como tratar sintoma por sintoma. Mesmo longe dos fronts, os médicos norte-americanos também sofreram com as doenças tropicais, muitos acabaram falecendo por este inimigo natural, algo que os vietcongs já estavam acostumados e prevenidos.
Além das forças da natureza, os vietcongs também utilizaram o terreno a seu favor, assim fazendo armadilhas com estacas de madeiras com esterco de animais para causar uma infecção que removeria os soldados da guerra. Isto era outro problema para os médicos americanos tendo em vista que os mesmos estavam acostumados a tratar ferimentos a bala porem não tinham condições de administrar diversas doses de antibiótico para infecções não facilmente identificadas no front, obrigando a remoção do ferido.

### Guerra do Afeganistão
Durante a guerra do Afeganistão diversos médicos foram convocados para ir ao conflito com a ideia de tratar os feridos, tendo em vista que estavam á acontecer diversos bombardeamentos principalmente com a chegada das novas tecnologias, cada vez mais devastadoras. Inicialmente o trabalho era feito pelas forças dos próprios países, porem com o tempo o tratamento de civis foi repassado para forças médicas comunitárias internacionais como a Cruz Vermelha e os Médicos Sem Fronteira, que montaram hospitais em prédios abandonados e hospitais de campanha.
Porem o trabalho das forças dos países para o tratamento dos civis não foi encerrada, além de diversos países oferecerem seus médicos para as forças da OTAN e suas missões de resgate. Fora as "doações" de médicos, alguns países prestam socorro aos civis feridos por conta própria, este trabalho é visto como nobre, porem as vezes é utilizado para ganhar a carisma dos civis da região com boas ações.
O trabalho dos médicos no Afeganistão é perigoso, tendo em vista que mesmo com as leis de crimes de guerra, os médicos continuam sendo alvos dos combatentes, principalmente terroristas que levam sua ideologia a cima de qualquer lei, assim não se importando com sansões caso forem capturados. Um exemplo destes, foi um ataque brutal que ocorreu em 2015 que vitimou médicos e pacientes em um hospital dos médicos sem fronteira.

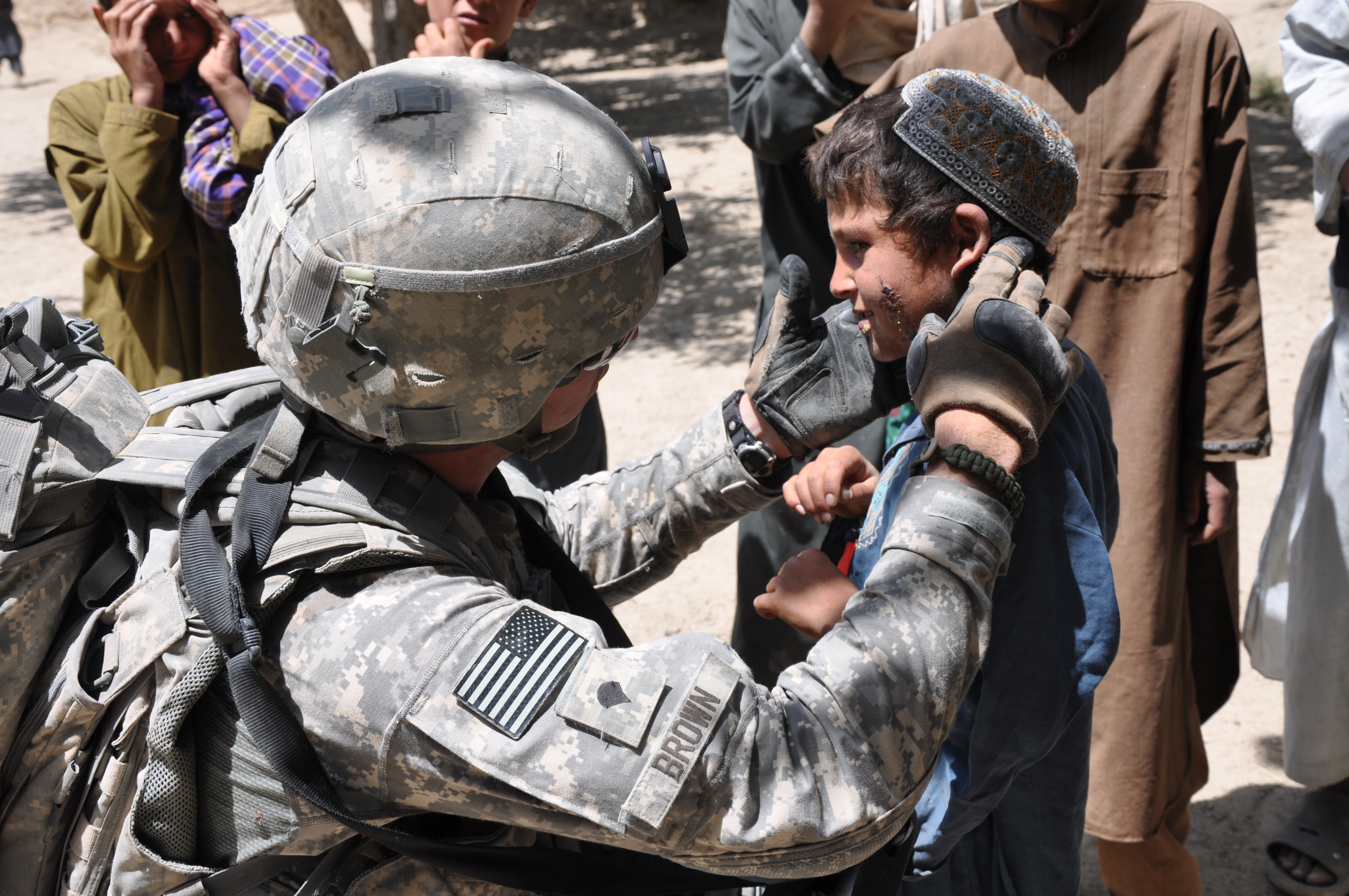
Médico militar dos Estados Unidos avalia e trata civis após tomarem uma cidade dos terroristas

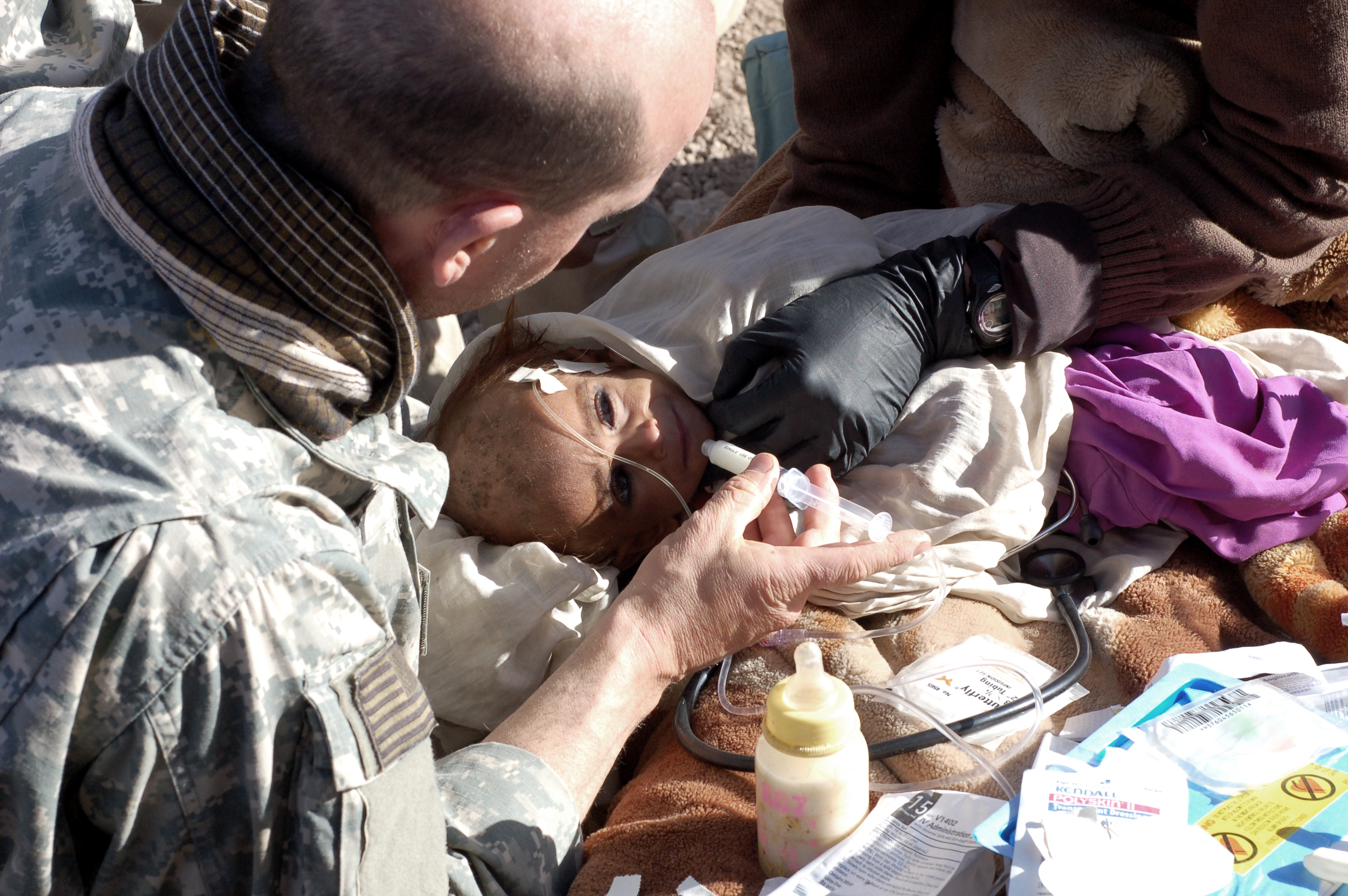
Médico militar dos Estados Unidos auxilia bebê de 18 meses durante o conflito

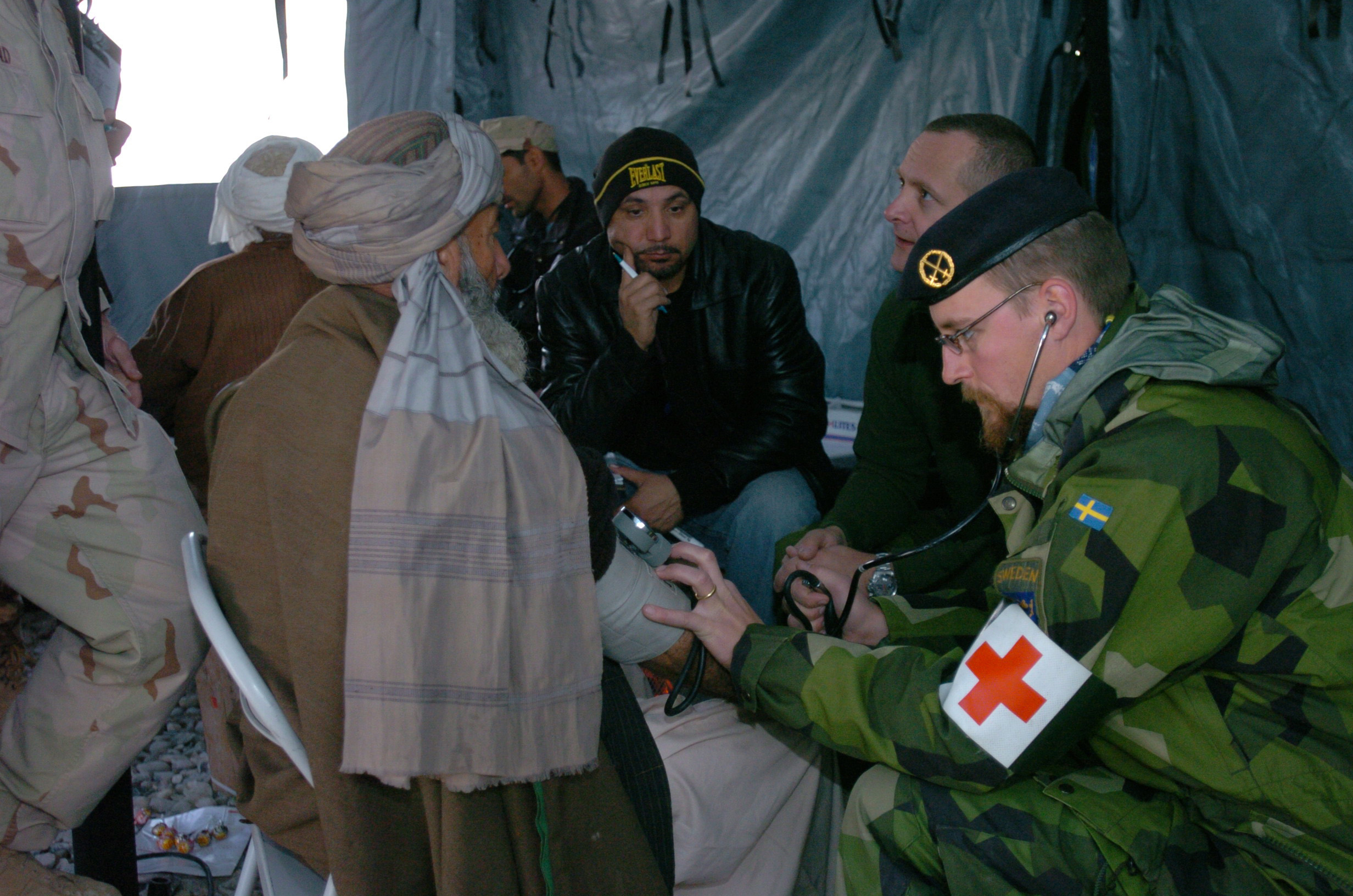
Médico sueco presta socorro á vitimas em hospital de campanha no Afeganistão no ano de 2006

## Em tempos de paz

### Trabalhos em desastres
Em tempos de paz, é comum que militares médicos aquartelados auxiliem no resgate, transporte e socorro de vítimas em desastres. A ideia deste tipo de trabalho é que os soldados já são preparados para operações complexas e a experiência em primeiro atendimento é de extrema utilidade até o momento de transporte das vítimas a unidades de saúde.
Também são comuns as construções de hospitais de campo ou de campanha, a ideia por trás destes é realizar o pronto atendimento cirúrgico em vitimas graves para uma estabilização e logo após para a transferência a unidades de saúde. Também são comuns em grandes desastres em cidades pequenas, que estes hospitais ajudem a diminuir a sobrecarga nos hospitais da cidade.

### Trabalhos comunitários
Os trabalhos comunitários realizados por médicos militares visam tratar e diagnosticar problemas de saúde em comunidades carentes assim auxiliando na sobrevida dos moradores destas localidades e melhorando a qualidade de vida dos mesmos. Estes exames de rotina são importantes para monitorar doenças silenciosas e potencialmente letais como problemas de pressão, canceres (principalmente de pele), diabetes e outros problemas discretos.

### Hospitais militares
Os médicos militares, além de cuidar das situações citadas a cima, normalmente ficam aquartelados em hospitais militares, onde eles tratam de militares (da ativa e da reseva) e ex-militares em suas doenças, independente de qual área de tratamento eles necessitam. A ideia por trás dos hospitais militares é manter a saúde dos militares caso um dia necessitem agir em um conflito e ao mesmo tempo manter seus médicos aperfeiçoando suas técnicas e desafogando o sistema público de saúde.

## Leis em tempos de conflito

### Médicos são eticamente obrigados a ajudar inimigos feridos
Segundo o juramento de Hipócrates, um juramento médico feito a nível internacional, os médicos são eticamente obrigados a atender qualquer vida que esteja correndo perigo. E esta regra não é ignorada em situações de guerra, a ideia proposta pela Convenção de Genebra, é que os médicos sejam considerados membros alheios á guerra, assim tendo seus países porem ajudando todos os feridos independendo de sua nacionalidade.
Negar socorro á uma vitima inimiga durante guerra, é uma violação moral ao juramento de Hipócrates e uma contravenção á Convenção de Genebra.

### Matar médicos militares é um crime de guerra
Depois da perseguição a médicos na Segunda Guerra Mundial a Convenção de Genebra criou leis sobre a morte de militares médicos em guerra, com o argumento de que médicos militares devem ser considerados membros alheios á guerra, assim fica expressamente proibida a morte proposital de médicos em campos de batalha. Caso comprovado que um país ou militar ordenou que seu exército atacasse médicos ou suprimentos médicos de forma proposital, serão tomadas sansões pós-guerra.
Ao contrário do ocorrido na Segunda Guerra Mundial, onde os médicos tentavam disfarçar seus postos médicos só revelando seu papel próximo ao seu exercito (para não serem abatidos), a Convenção de Genebra recomenda a utilização de símbolos internacionais de socorro e medicina em uniformes militares médicos, assim deixando claro aos inimigos que o alvo não pode ser abatido pois está amparado por uma lei sobre crimes de guerra.

### Médicos militares não são recomendados a portar armas
Mesmo no front, médicos militares não carregam armas longas, alguns países equipam seus médicos com armas curtas e veladas como pistolas. Isto se dá pelos mesmos motivos a cima, não faria sentido um médico que jurou não maltratar a vida diante do juramento de Hipócrates carregar armas que podem ferir ou matar outras pessoas, também seria uma contradição á Convenção de Genebra, deixar membros alheios á guerra (os médicos) armados.
Alguns médicos portam pistolas de maneira velada como defesa pessoal, para evitar que o inimigo machuque-o assim desrespeitando a lei de guerra de não matar médicos, porem caso o médico atire em alguém, ele é solidariamente obrigado a prestar assistência ao ferido (como relatado anteriormente).